# Borsodnádasd
Borsodnádasd este un oraș în districtul Ózd, județul Borsod-Abaúj-Zemplén, Ungaria, având o populație de 3.324 de locuitori (2011). 

## Demografie
Componența etnică a orașului Borsodnádasd
     Maghiari (88,37%)
     Romi (11,05%)
     Necunoscut (0,16%)
     Germani (0,42%)
     Alții (0,16%)
Componența confesională a orașului Borsodnádasd
     Romano-catolici (49,1%)
     Fără religie (14,02%)
     Reformați (2,53%)
     Necunoscută (32,7%)
     Alte religii (3,46%)
Conform recensământului din 2011, orașul Borsodnádasd avea 3.324 de locuitori. Din punct de vedere etnic, majoritatea locuitorilor (88,37%) erau maghiari, cu o minoritate de romi (11,05%). Apartenența etnică nu este cunoscută în cazul a 0,16% din locuitori. Nu există o religie majoritară, locuitorii fiind romano-catolici (49,1%), persoane fără religie (14,02%) și reformați (2,53%). Pentru 32,7% din locuitori nu este cunoscută apartenența confesională.